# Alexander Klaws
Alexander Klaws, noto anche con lo pseudonimo di Alexander (Ahlen, 3 settembre 1983), è un cantante e attore tedesco.
Come cantante, è in attività dal 2003 ed è dedito al genere pop, per lo più in lingua inglese; come attore, la sua carriera è più recente e spazia dai musical alle soap opera.
Fattosi conoscere vincendo nel 2003 la prima edizione del talent show Deutschland sucht den Superstar (la versione tedesca di Pop Idol), ha pubblicato sinora quattro album: Take Your Chance (2003), Here I Am (2004), Attention! (2006), Was willst Du noch?! (2008) e Für alle Zeiten (2011).
Tra i singoli più noti, figurano invece Take Me Tonight, Stay with Me, Behind the Sun, Free Like the Wind, Sunshine after the Rain e Here I Am.
È inoltre fra i protagonisti della soap opera tedesca Anna und die Liebe.

## Biografia
Alexander Klaws è nato ad Ahlen, nel Land Renania Settentrionale-Vestfalia (Germania centro-occidentale), il 3 settembre 1983, ma è cresciuto a Sendenhorst.
Inizia a cantare sin da ragazzino e già a dieci anni partecipa ad una trasmissione televisiva di un'emittente nazionale, interpretando il brano di Haddaway  What Is Love . A 13 anni, inizia poi a studiare con un vocal coach.
La notorietà arriva nel 2002 – 2003, quando partecipa, risultando alla fine il vincitore, alla prima edizione della versione tedesca del talent show Pop Idol , trasmessa dall'emittente privata RTL con il titolo di  Deutschland sucht den Superstar  (= “La Germania cerca la superstar”; abbreviato: DsdS).
Assieme agli altri concorrenti del talent show (la seconda classificata Juliette Schoppmann, Daniel Küblböck, Vanessa Struhler, ecc.) incide poi, sempre nel 2003, l'album United.
Nella primavera dello stesso anno, pubblica, con il nome d'arte di Alexander, anche il suo primo album da solista, intitolato Take Your Chance e uscito su etichetta Sony BMG, album che raggiunge i primi posti delle classifiche tedesche ed è disco d'oro, così come il singolo in esso contenuto Take Me Tonight.
Nel 2004, pubblica, sempre con il nome d'arte di Alexander, il suo secondo album, Here I Am . L'album contiene il singolo Free Like the Wind , disco d'oro e disco di platino l'anno precedente.
Sia nel 2003 che nel 2004 viene premiato dai lettori della rivista tedesca BRAVO con un "BRAVO Otto", rispettivamente di bronzo e d'argento, nella categoria "cantante maschile".
Pubblica in seguito, stavolta come Alexander Klaws, l'album  Attention!  (2006), che non ha lo stesso riscontro di vendite dei precedenti e il primo album in tedesco,  Was willst Du noch?!  (2008).
Oltre a pubblicare l'album  Was willst Du noch?! , nel 2008 è anche protagonista del musical Tanz der Vampire (“Danza dei vampiri”), tratto dal film di Roman Polański Per favore non mordermi sul collo (The Fearless Vampir Killes).
L'esperienza nel musical fa scoprire a Klaws una nuova passione, ovvero quella per la recitazione (come da lui stesso dichiarato in un'intervista) e, sempre dal 2008, entra a far parte del cast della soap opera dell'emittente televisiva tedesca Sat 1 Anna und die Liebe (= “Anna e l'amore”), dove recita (nel ruolo di Lars Hauschke) al fianco della cantante Jeanette Biedermann. Cfr. p. es. ib.

## Discografia

### Album
| Anno | Titolo               | Posizioni       | Posizioni | Posizioni | Note                                                                             |
| Anno | Titolo               | D               | A         | CH        | Note                                                                             |
| ---- | -------------------- | --------------- | --------- | --------- | -------------------------------------------------------------------------------- |
| 2003 | Take Your Chance     | 1 (1 settimana) | 4         | 11        | Data di pubblicazione: 28 aprile 2003 Vendite: +100.000 (DE, CH: 1x Disco d'oro) |
| 2004 | Here I Am            | 1 (1 settimana) | 25        | 26        | Data di pubblicazione: 12 luglio 2004                                            |
| 2006 | Attention!           | 20              | −         | −         | Data di pubblicazione: 10 marzo 2006                                             |
| 2008 | Was willst Du noch?! | 28              | −         | −         | Data di pubblicazione: 4 aprile 2008                                             |
| 2011 | Für alle Zeiten      | 46              | −         | −         | Data di pubblicazione: 23 settembre 2011                                         |

### Singoli
| Anno | Titolo                                      | Posizione in classifica | Posizione in classifica | Posizione in classifica | Album                |
| Anno | Titolo                                      | D                       | A                       | CH                      | Album                |
| ---- | ------------------------------------------- | ----------------------- | ----------------------- | ----------------------- | -------------------- |
| 2003 | "Take Me Tonight"                           | 1                       | 2                       | 1                       | Take Your Chance     |
| 2003 | "Stay with Me"                              | 9                       | 14                      | 28                      | Take Your Chance     |
| 2003 | "Free Like the Wind"                        | 1                       | 2                       | 2                       | Here I Am            |
| 2004 | "Behind the Sun"                            | 2                       | 15                      | 18                      | Here I Am            |
| 2004 | "Sunshine After the Rain"                   | 5                       | 19                      | 36                      | Here I Am            |
| 2004 | "Here I Am"                                 | 19                      | 45                      | 98                      | Here I Am            |
| 2005 | "All (I Ever Want)" (con Sabrina Weckerlin) | 12                      | 43                      | 44                      | Attention!           |
| 2006 | "Not Like You"                              | 16                      | 55                      | 81                      | Attention!           |
| 2008 | "Welt"                                      | 65                      | -                       | -                       | Was willst Du noch?! |

## Filmografia
- Dream Hotel – serie TV, episodio 1x03 (2005)
- Anna und die Liebe - soap opera (2008-2009)

## Musical
- 2008: Tanz der Vampire

## Premi & riconoscimenti

### Dischi d'oro
- Album Take Your Chance (1x)
- Singolo Take Me Tonight (5x)
- Singolo Free Like the Wind (1x)

### Dischi di platino
- SingoloTake Me Tonight (2x)
- Singolo Free Like the Wind (1x)

### Altri riconoscimenti
- Premio Comet
  - 2003: Premio nella Categoria Newcomer National
- Premio BRAVO Otto
  - 2003: BRAVO Otto di bronzo nella Categoria “Cantante maschile”
  - 2004: BRAVO Otto d'argento nella Categoria “Cantante maschile”